# Liste der denkmalgeschützten Objekte in Maria Enzersdorf
Die Liste der denkmalgeschützten Objekte in Maria Enzersdorf enthält die 26 denkmalgeschützten, unbeweglichen Objekte der niederösterreichischen Gemeinde Maria Enzersdorf.

## Denkmäler
| Foto  |                 | Denkmal                                                                                                   | Standort                                                        | Beschreibung | Metadaten |
| ----- | --------------- | --- | --------------------------------------------------------------- | --- | --- |
| ja    | Datei hochladen | Schloss Liechtenstein (heute Altenwohnheim) HERIS-ID: 34435 Objekt-ID: 32736                              | Am Hausberg 1 Standort KG: Maria Enzersdorf                     | Schlichter dreigeschoßiger Bau mit klassizistischem Mitteltrakt | BDA-Hist.: Q1726817 Status: Bescheid Stand der BDA-Liste: 2025-06-30 Name: Schloss Liechtenstein (heute Altenwohnheim) GstNr.: 569/43 Schloss Liechtenstein                                               |
| ja    | Datei hochladen | Burg Liechtenstein HERIS-ID: 46892 Objekt-ID: 49210                                                       | Am Hausberg 9 Standort KG: Maria Enzersdorf                     | Mächtige romanische, mehrfach veränderte Anlage | BDA-Hist.: Q699474 Status: Bescheid Stand der BDA-Liste: 2025-06-30 Name: Burg Liechtenstein GstNr.: .130 Burg Liechtenstein                                                                              |
| ja    | Datei hochladen | Missionshaus St. Gabriel HERIS-ID: 74379 Objekt-ID: 87781                                                 | Gabrielerstraße 171 Standort KG: Maria Enzersdorf               | Monumentale neoromanische Backsteinanlage, bis 1904 von Sepp Hubatsch erbaut | BDA-Hist.: Q1939095 Status: § 2a Stand der BDA-Liste: 2025-06-30 Name: Missionshaus St. Gabriel GstNr.: .188, .288, 184/1, 184/2, 184/4, 183, 173/3 Missionshaus St. Gabriel (Maria Enzersdorf)           |
| ja    | Datei hochladen | BRG und BORG HERIS-ID: 91858 Objekt-ID: 106744                                                            | Gießhüblerstraße 37-39 Standort KG: Maria Enzersdorf            | Das älteste Gebäude im Schulzentrum wurde 1909/10 als Kinderheim von Sepp Hubatsch erbaut. | BDA-Hist.: Q37756640 Status: § 2a Stand der BDA-Liste: 2025-06-30 Name: BRG und BORG GstNr.: 728/3 Gymnasium Maria Enzersdorf                                                                             |
| ja    | Datei hochladen | Künstliche Ruine am Rauchkogel HERIS-ID: 91656 Objekt-ID: 106463                                          | südöstlich Gießhüblerstraße 37-39 Standort KG: Maria Enzersdorf | Um 1820 wurde die künstliche Ruine am Rauchkogel unter Johann I. von Liechtenstein inmitten von Weingärten errichtet. | BDA-Hist.: Q109689529 Status: § 2a Stand der BDA-Liste: 2025-06-30 Name: Künstliche Ruine, Rauchkogel GstNr.: 740 Ruine Rauchkogel                                                                        |
| ja    | Datei hochladen | Romantikerfriedhof mit Kapelle und Ruhestätte der Franziskaner HERIS-ID: 91641 Objekt-ID: 106447          | neben Grenzgasse 7 Standort KG: Maria Enzersdorf                | 1784 angelegter Friedhof mit Grabstätten des „Romantikerkreises“ um Klemens Maria Hofbauer | BDA-Hist.: Q2164962 Status: § 2a Stand der BDA-Liste: 2025-06-30 Name: Romantikerfriedhof mit Kapelle und Ruhestätte der Franziskaner GstNr.: 331/1, 331/2 Romantikerfriedhof Maria Enzersdorf            |
| ja    | Datei hochladen | Franziskanerkloster mit kath. Pfarrkirche hll. Maria Magdalena und Maria HERIS-ID: 50187 Objekt-ID: 54910 | Hauptstraße 5 Standort KG: Maria Enzersdorf                     | Barocke Klosteranlage mit älteren Bauteilen aus dem 15. bis 16. Jahrhundert mit der Wallfahrtskirche Maria Enzersdorf im Norden. | BDA-Hist.: Q1311027 Status: Bescheid Stand der BDA-Liste: 2025-06-30 Name: Franziskanerkloster mit kath. Pfarrkirche hll. Maria Magdalena und Maria GstNr.: .73, .74 Franziskanerkloster Maria Enzersdorf |
| ja    | Datei hochladen | Riefelhaus HERIS-ID: 34417 Objekt-ID: 32716                                                               | Hauptstraße 8 Standort KG: Maria Enzersdorf                     | Im Kern spätgotische, im 16. Jahrhundert ausgebaute vierseitige Anlage mit einer Sgraffito-Diamantquaderung. | BDA-Hist.: Q37957964 Status: Bescheid Stand der BDA-Liste: 2025-06-30 Name: Riefelhaus GstNr.: 420 Riefelhaus, Maria Enzersdorf                                                                           |
| ja    | Datei hochladen | Bürgerhaus HERIS-ID: 59329 Objekt-ID: 70554seit 2019                                                      | Hauptstraße 18 Standort KG: Maria Enzersdorf                    | Ehemaliger Gasthof Schwarzer Adler | BDA-Hist.: Q105645907 Status: Bescheid Stand der BDA-Liste: 2025-06-30 Name: Bürgerhaus GstNr.: .66/1 |
| ja    | Datei hochladen | Weinzierlhof, ehem. Hof des Schottenklosters HERIS-ID: 91630 Objekt-ID: 106435seit 2020                   | Hauptstraße 22 Standort KG: Maria Enzersdorf                    | | BDA-Hist.: Q105646636 Status: Bescheid Stand der BDA-Liste: 2025-06-30 Name: Weinzierlhof, ehem. Hof des Schottenklosters GstNr.: .64 Weinzierlhof (Maria Enzersdorf)                                     |
| ja    | Datei hochladen | Freihaus, Schnepfenhof HERIS-ID: 34418 Objekt-ID: 32719                                                   | Hauptstraße 27 Standort KG: Maria Enzersdorf                    | Dreiseitige zweigeschoßige Anlage mit Tormauer aus dem 17. Jahrhundert | BDA-Hist.: Q37957980 Status: Bescheid Stand der BDA-Liste: 2025-06-30 Name: Freihaus, Schnepfenhof GstNr.: 45/1, 45/4                                                                                     |
| ja BW | Datei hochladen | Schloss Von der Weide/ Maria-Theresien-Schlössl HERIS-ID: 34419 Objekt-ID: 32720                          | Hauptstraße 52 Standort KG: Maria Enzersdorf                    | Der Teil einer 1730 von Johann Paul Grädl von Ehrenthal erbauten kleinen vierflügeligen Anlage wurde bis zur ersten Hälfte des 20. Jahrhunderts als Maria Theresien Schlössl bezeichnet. Das heute als Schlösschen auf der Weide bezeichnete Repräsentationsgebäude steht im Besitz der Gemeinde Maria Enzersdorf. Der Marmorsaal besitzt ein Deckenfresko des Wiener Schmidt, das den Triumph der Kunst und des Handels darstellt. | BDA-Hist.: Q37957996 Status: Bescheid Stand der BDA-Liste: 2025-06-30 Name: Schloss Von der Weide/Maria Theresien Schlössl GstNr.: .4 Maria-Theresien-Schlössl, Maria Enzersdorf                          |
| ja    | Datei hochladen | Kriegerdenkmal HERIS-ID: 91617 Objekt-ID: 106421 marterl.at: 20445                                        | gegenüber Siedlungsstraße 1 Standort KG: Maria Enzersdorf       | Das 1928 errichtete Kriegerdenkmal für die Opfer des Ersten Weltkrieges stand ursprünglich am Franziskanerplatz an der Stelle eines Auslaufbrunnens für Wallfahrer. Im Jahr 1958 wurde die Säule renoviert und auf den heutigen Standort übersiedelt. Auf einem quadratischen Pfeiler, der auf einem achteckigen Sockel aufruht und sich oberhalb einer Schale verjüngt, befindet sich eine Skulptur des hl. Georg mit dem Drachen. | BDA-Hist.: Q37756057 Status: § 2a Stand der BDA-Liste: 2025-06-30 Name: Kriegerdenkmal GstNr.: 607/1 |
| ja    | Datei hochladen | (Gartenbau-)Denkmale sowie Weg- und Treppensystem im Jubiläumspark HERIS-ID: 110464 Objekt-ID: 128167     | Jubiläumspark Standort KG: Maria Enzersdorf                     | Die Parkanlage wurde 1908 zum 60-jährigen Regierungsjubiläum von Kaiser Franz Josef I. gestaltet. Sie ist Teil des Naturparks Föhrenberge. Die Parkanlage erstreckt sich über die Gemeinden Mödling und (zu einem kleinen Teil) Maria Enzersdorf. | BDA-Hist.: Q37818938 Status: § 2a Stand der BDA-Liste: 2025-06-30 Name: (Gartenbau-)Denkmale sowie Weg- und Treppensystem im Jubiläumspark GstNr.: 569/16, 569/6 Jubiläumspark Mödling                    |
| ja    | Datei hochladen | Ehem. Gutshof HERIS-ID: 68665 Objekt-ID: 81698                                                            | Liechtensteinstraße 5 Standort KG: Maria Enzersdorf             | | BDA-Hist.: Q38120292 Status: Bescheid Stand der BDA-Liste: 2025-06-30 Name: Ehem. Gutshof GstNr.: .41 |
| ja    | Datei hochladen | Romantikerhaus HERIS-ID: 34431 Objekt-ID: 32732                                                           | Liechtensteinstraße 18 Standort KG: Maria Enzersdorf            | 1744 erweiterter barocker Dreiflügelbau, im Kern aus dem 16./17. Jahrhundert; um 1811 verkehrten hier Mitglieder des „Romantikerkreises“ | BDA-Hist.: Q37958013 Status: Bescheid Stand der BDA-Liste: 2025-06-30 Name: Romantikerhaus GstNr.: .34 Romantikerhaus (Maria Enzersdorf)                                                                  |
| ja    | Datei hochladen | Schottenhof mit Tormauer, Einfriedung und Gartentor mit Votivbild HERIS-ID: 50191 Objekt-ID: 54914        | Liechtensteinstraße 68 Standort KG: Maria Enzersdorf            | 1866 als Sommerfrischequartier des Dominikanerklosters erbautes Weingut des Schottenstifts | BDA-Hist.: Q38038677 Status: § 2a Stand der BDA-Liste: 2025-06-30 Name: Schottenhof mit Tormauer, Einfriedung und Gartentor mit Votivbild GstNr.: .121, 718/2 Schottenstift Maria Enzersdorf              |
| ja    | Datei hochladen | Ehem. Heiligenkreuzerhof HERIS-ID: 34432 Objekt-ID: 32733                                                 | Mariazellergasse 5 Standort KG: Maria Enzersdorf                | Vierseitiger frühbarocker, im 19. und 20. Jahrhundert mehrfach veränderter, 1663 errichteter Wirtschaftshof | BDA-Hist.: Q37958027 Status: Bescheid Stand der BDA-Liste: 2025-06-30 Name: Ehem. Heiligenkreuzerhof GstNr.: .20 Heiligenkreuzerhof, Maria Enzersdorf                                                     |
| ja    | Datei hochladen | Hauerhaus HERIS-ID: 34433 Objekt-ID: 32734                                                                | Mariazellergasse 9 Standort KG: Maria Enzersdorf                | Ein- bis zweigeschoßiges Hauerhaus aus der 1. Hälfte des 16. Jahrhunderts, hakenförmig mit gebogener Tormauer. | BDA-Hist.: Q37958042 Status: Bescheid Stand der BDA-Liste: 2025-06-30 Name: Hauerhaus GstNr.: .22 Hauerhaus, Mariazeller Gasse 9, Maria Enzersdorf                                                        |
| ja    | Datei hochladen | Sog. Pfandlbrunnen HERIS-ID: 91616 Objekt-ID: 106420                                                      | bei Mariazellergasse 15 Standort KG: Maria Enzersdorf           | Der Bildstock an der Wallfahrerstraße nach Mariazell, der Via Sacra, steht an einem Brunnen, dessen Wasserstand so hoch ist, dass man das Wasser mit dem Pfandl schöpfen konnte. | BDA-Hist.: Q37756046 Status: § 2a Stand der BDA-Liste: 2025-06-30 Name: Sog. Pfandlbrunnen GstNr.: 1037/1 Pfandlbrunnen (Maria Enzersdorf)                                                                |
| ja    | Datei hochladen | Schloss Hunyadi samt Garten HERIS-ID: 34434 Objekt-ID: 32735                                              | Schloßgasse 6 Standort KG: Maria Enzersdorf                     | 1766 erbauter spätbarocker dreiflügeliger Bau | BDA-Hist.: Q1795110 Status: Bescheid Stand der BDA-Liste: 2025-06-30 Name: Schloss Hunyadi samt Garten GstNr.: 1094, 373/1 Schloss Hunyadi                                                                |
| ja    | Datei hochladen | Schiffersäule HERIS-ID: 91642 Objekt-ID: 106448                                                           | bei Schulplatz 2 Standort KG: Maria Enzersdorf                  | 1493 bezeichneter spätgotischer Tabernakelbildstock | BDA-Hist.: Q37756098 Status: § 2a Stand der BDA-Liste: 2025-06-30 Name: Schiffersäule GstNr.: 1038/1 |
| ja    | Datei hochladen | Kath. Pfarrkirche Hl. Geist, Südstadt HERIS-ID: 91646 Objekt-ID: 106452                                   | Theißplatz 1 Standort KG: Maria Enzersdorf                      | 1969/70 nach Plänen von Hannes Lintl und Gerhard Düh erbauter Stahlbetonbau | BDA-Hist.: Q15124744 Status: § 2a Stand der BDA-Liste: 2025-06-30 Name: Kath. Pfarrkirche Hl. Geist, Südstadt GstNr.: 1164/182 Pfarrkirche Maria Enzersdorf-Südstadt                                      |
| ja    | Datei hochladen | Urlaubskreuzkapelle HERIS-ID: 91645 Objekt-ID: 106451 marterl.at: 20389                                   | bei Urlaubskreuzstraße 2 Standort KG: Maria Enzersdorf          | 1825 errichteter kleiner Rechteckbau mit Figuren von Christus und den Evangelisten | BDA-Hist.: Q37756109 Status: § 2a Stand der BDA-Liste: 2025-06-30 Name: Urlaubskreuzkapelle GstNr.: 591/7 Urlaubskreuzkapelle, Maria Enzersdorf                                                           |
| ja    | Datei hochladen | Künstliche Ruine, sog. Pfefferbüchsel HERIS-ID: 109420 Objekt-ID: 127044                                  | Standort KG: Maria Enzersdorf                                   | Die von Fürst Liechtenstein im Jahr 1818 errichtete Pilger- oder Johanneskapelle erhielt auf Grund der Ähnlichkeit des Daches mit einer Gewürzdose den Spitznamen Pfefferbüchsel. | BDA-Hist.: Q37814774 Status: § 2a Stand der BDA-Liste: 2025-06-30 Name: Künstliche Ruine, sog. Pfefferbüchsel GstNr.: .133 Ruine Pfefferbüchsel                                                           |
| ja    | Datei hochladen | Künstliche Ruine, sog. Amphitheater HERIS-ID: 91648 Objekt-ID: 106455                                     | südöstlich von Am Hausberg 2 Standort KG: Maria Enzersdorf      | Von Joseph Hardtmuth wurde für Johann I. von Liechtenstein in den Jahren 1810/1811 die künstliche Ruine als Aussichtswarte errichtet. | BDA-Hist.: Q37756131 Status: § 2a Stand der BDA-Liste: 2025-06-30 Name: Künstliche Ruine, sog. Amphitheater GstNr.: .131 Amphitheater Maria Enzersdorf                                                    |

## Ehemalige Denkmäler
Durch eine Gemeindegrenzenbereinigung zwischen den Gemeinden Maria Enzersdorf und Mödling kam der vormals in beiden Gemeinden geschützte Schwarze Turm, der bisher an der Gemeindegrenze stand, zur Gänze zu Mödling.